# Canal Inferior del Jhelum
El canal Inferior del Jhelum (Lower Jhelum Canal) és una obra d'irrigació permanent al Panjab (Pakistan) que deriva del riu Jhelum del que surt per l'esquerra i rega tota la zona entre el riu Jhelum i el Chenab entre Miani al Jhelum i Pindi al Chenab. La sortida del canal és a Mong Rasul al districte de Gujrat. Hi ha diverses branques menors sent la principal la branca de Shahpur; després d'un curs de 63 km es bifurca en dues branques que reguen el nord i sud del Chaj Doab. Les línies principals mesuren 269 km però amb els distributaris són uns 1550 km. Les terres es van dividir en parcel·les d'11 hectàrees cadascuna.
Fou obert el 30 d'octubre de 1901.